# Chevry (Ain)
Pour les articles homonymes, voir Chevry.
Chevry est une commune française, située dans le département de l'Ain en région Auvergne-Rhône-Alpes.
Ses habitants s'appellent les Chevrysiens et les Chevrysiennes.

## Géographie

### Territoire
Chevry est une commune faisant partie du pays de Gex et située à environ 6 km de la frontière avec la Suisse.
Outre son chef-lieu, réparti entre Chevry-Dessus (avec la mairie) et Chevry-Dessous (avec l'église), la commune possède plusieurs hameaux : Brétigny, Véraz et Naz-Dessous.
Quatre rivières traversent son territoire : l'Allondon, la Janvoin, le Grand Journans et le Petit Journans.

### Climat
Pour des articles plus généraux, voir Climat d'Auvergne-Rhône-Alpes et Climat de l'Ain.
En 2010, le climat de la commune est de type climat de montagne, selon une étude du CNRS s'appuyant sur une série de données couvrant la période 1971-2000. En 2020, Météo-France publie une typologie des climats de la France métropolitaine dans laquelle la commune est exposée à un climat de montagne ou de marges de montagne et est dans la région climatique Jura, caractérisée par une forte pluviométrie en toutes saisons (1 000 à 1 500 mm/an), des hivers rigoureux et un ensoleillement médiocre.
Pour la période 1971-2000, la température annuelle moyenne est de 9,6 °C, avec une amplitude thermique annuelle de 17,8 °C. Le cumul annuel moyen de précipitations est de 1 315 mm, avec 11,9 jours de précipitations en janvier et 9 jours en juillet. Pour la période 1991-2020, la température moyenne annuelle observée sur la station météorologique de Météo-France la plus proche, sur la commune de Cessy à 5 km à vol d'oiseau, est de 10,9 °C et le cumul annuel moyen de précipitations est de 1 063,2 mm,. Pour l'avenir, les paramètres climatiques de la commune estimés pour 2050 selon différents scénarios d'émission de gaz à effet de serre sont consultables sur un site dédié publié par Météo-France en novembre 2022.

## Urbanisme

### Typologie
Au 1er janvier 2024, Chevry est catégorisée ceinture urbaine, selon la nouvelle grille communale de densité à 7 niveaux définie par l'Insee en 2022.
Elle appartient à l'unité urbaine de Crozet, une agglomération intra-départementale dont elle est une commune de la banlieue,. Par ailleurs la commune fait partie de l'aire d'attraction de Genève - Annemasse (partie française), dont elle est une commune de la couronne,. Cette aire, qui regroupe 158 communes, est catégorisée dans les aires de 700 000 habitants ou plus (hors Paris),.

### Occupation des sols
L'occupation des sols de la commune, telle qu'elle ressort de la base de données européenne d’occupation biophysique des sols Corine Land Cover (CLC), est marquée par l'importance des territoires agricoles (69,3 % en 2018), en augmentation par rapport à 1990 (65,8 %). La répartition détaillée en 2018 est la suivante : 
zones agricoles hétérogènes (29,2 %), terres arables (26 %), prairies (14,1 %), zones urbanisées (13,8 %), forêts (12,9 %), espaces verts artificialisés, non agricoles (4 %).
L'évolution de l’occupation des sols de la commune et de ses infrastructures peut être observée sur les différentes représentations cartographiques du territoire : la carte de Cassini (XVIIIe siècle), la carte d'état-major (1820-1866) et les cartes ou photos aériennes de l'IGN pour la période actuelle (1950 à aujourd'hui).

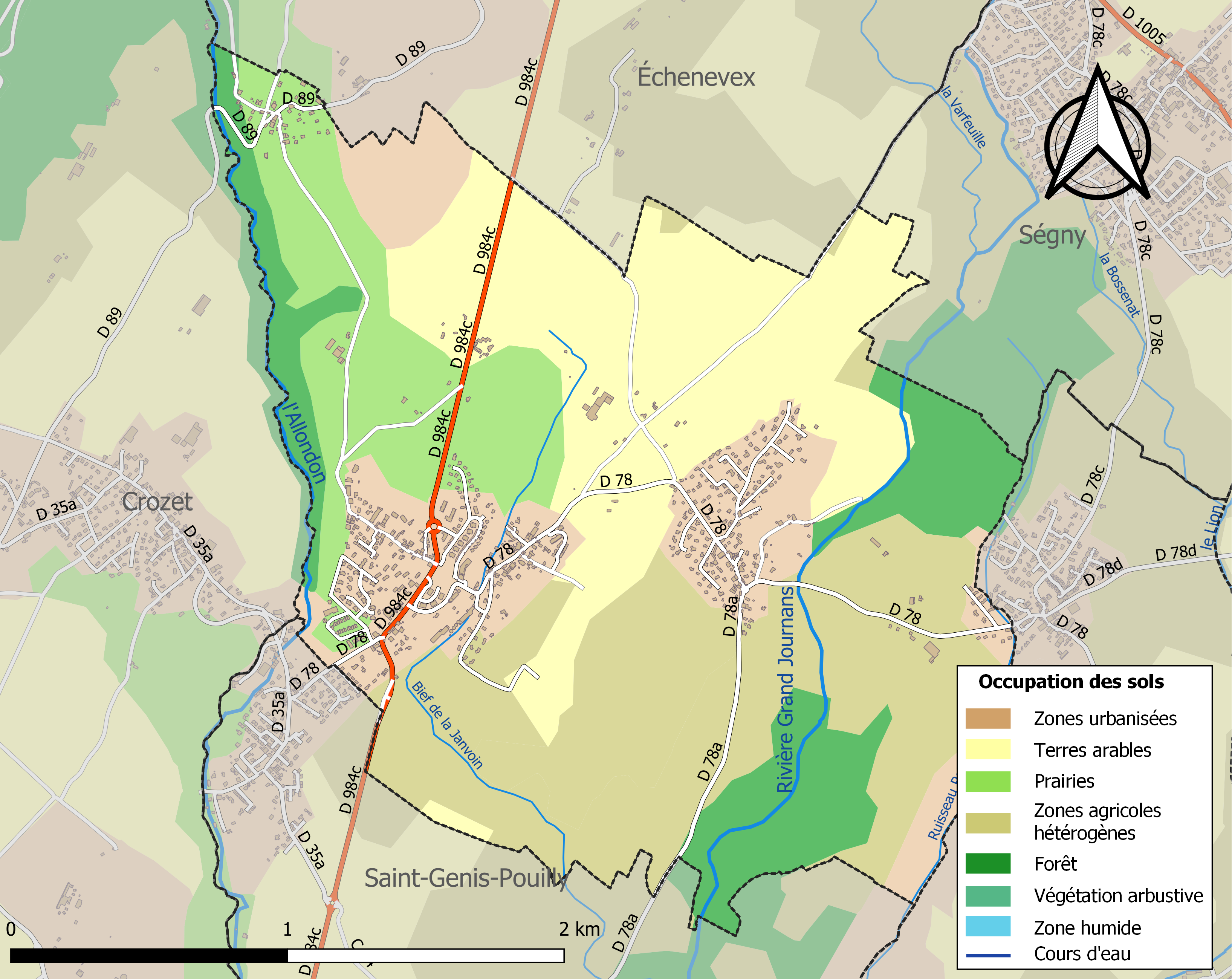
Carte des infrastructures et de l'occupation des sols de la commune en 2018 (CLC).

## Histoire
L'histoire de Chevry se confond avec celle du Pays de Gex.
Sous l'Ancien Régime, Chevry était une paroisse dépendant de la prévôté de Gex.
En 1793, elle devient une commune rattachée au canton de Gex.
En 2015, elle est rattachée au canton de Thoiry à la suite du redécoupage des cantons.
La commune disposait d'une gare sur la ligne de Collonges - Fort-l'Écluse à Divonne-les-Bains (frontière), ouverte en 1899. La ligne a fermé en 1980.

## Politique et administration

### Découpage territorial
La commune de Chevry est membre de l'intercommunalité Pays de Gex Agglo, un établissement public de coopération intercommunale (EPCI) à fiscalité propre créé le 31 mai 1995 dont le siège est à Gex. Ce dernier est par ailleurs membre d'autres groupements intercommunaux.
Sur le plan administratif, elle est rattachée à l'arrondissement de Gex, au département de l'Ain et à la région Auvergne-Rhône-Alpes. Sur le plan électoral, elle dépend du  canton de Thoiry pour l'élection des conseillers départementaux, depuis le redécoupage cantonal de 2014 entré en vigueur en 2015, et de la troisième circonscription de l'Ain  pour les élections législatives, depuis le dernier découpage électoral de 2010.

### Liste des maires
| Période                                  | Période                 | Identité            | Étiquette            | Qualité                                                                                 |
| ---------------------------------------- | ----------------------- | ------------------- | -------------------- | --------------------------------------------------------------------------------------- |
| Les données manquantes sont à compléter. |                         |                     |                      |                                                                                         |
| 1989                                     | 1995                    | Henri Pils          | DVG                  | Directeur d'école                                                                       |
| 1995                                     | 2001                    | Jean-François Ravot | DVG                  | Ingénieur                                                                               |
| 2001                                     | 2008                    | André Émery         | DVD                  | Restaurateur                                                                            |
| 2008                                     | mai 2020                | Jean-François Ravot | DVG                  | Retraité Vice-président de l'intercommunalité (avant 2014)                              |
| mai 2020,                                | juillet 2020            | Thierry Leyvraz     | DVG                  | Informaticien Élection annulée par le Tribunal administratif de Lyon.                   |
| octobre 2020                             | septembre 2024          | David Munier        | Horizons             | Ingénieur et cadre technique d'entreprise Démissionnaire pour raisons professionnelles. |
| septembre 2024                           | En cours (au 19/9/2024) | Stéphane Mitzas     | DVD Nouvelle Énergie | Restaurateur                                                                            |

## Population et société

### Démographie
L'évolution du nombre d'habitants est connue à travers les recensements de la population effectués dans la commune depuis 1793. Pour les communes de moins de 10 000 habitants, une enquête de recensement portant sur toute la population est réalisée tous les cinq ans, les populations de référence des années intermédiaires étant quant à elles estimées par interpolation ou extrapolation. Pour la commune, le premier recensement exhaustif entrant dans le cadre du nouveau dispositif a été réalisé en 2004.

En 2022, la commune comptait 2 301 habitants, en évolution de +40,05 % par rapport à 2016 (Ain : +5,15 %, France hors Mayotte : +2,11 %).
| 1793 | 1800 | 1806 | 1821 | 1831 | 1836 | 1841 | 1846 | 1851 |
| ---- | ---- | ---- | ---- | ---- | ---- | ---- | ---- | ---- |
| 358  | 416  | 439  | 473  | 482  | 481  | 482  | 501  | 527  |

| 1856 | 1861 | 1866 | 1872 | 1876 | 1881 | 1886 | 1891 | 1896 |
| ---- | ---- | ---- | ---- | ---- | ---- | ---- | ---- | ---- |
| 482  | 421  | 414  | 411  | 410  | 411  | 395  | 398  | 414  |

| 1901 | 1906 | 1911 | 1921 | 1926 | 1931 | 1936 | 1946 | 1954 |
| ---- | ---- | ---- | ---- | ---- | ---- | ---- | ---- | ---- |
| 396  | 388  | 385  | 373  | 398  | 345  | 345  | 309  | 303  |

| 1962 | 1968 | 1975 | 1982 | 1990 | 1999 | 2004  | 2006  | 2009  |
| ---- | ---- | ---- | ---- | ---- | ---- | ----- | ----- | ----- |
| 313  | 346  | 574  | 637  | 733  | 803  | 1 065 | 1 118 | 1 217 |

| 2014  | 2019  | 2022  | - | - | - | - | - | - |
| ----- | ----- | ----- | - | - | - | - | - | - |
| 1 459 | 2 149 | 2 301 | - | - | - | - | - | - |

### Éducation
Le village compte trois écoles : l'école publique Françoise-Dolto, l'école privée Sainte-Marie et l'école Montessori bilingue les Tournesols.

## Économie
La principale activité économique de la commune est l'agriculture. La commune est située dans l'aire de production de l'indication géographique protégée (IGP) Coteaux-de-l'Ain (appellation Coteaux-de-l'Ain Pays de Gex).
La ville compte deux GAEC. (Groupement Agricole d'Exploitation en Commun). La GAEC des Monts Jura et la GAEC de la Domne.
Comme dans la plupart des communes du pays de Gex, la majorité des habitants travaillent en Suisse voisine, principalement à Genève.
Selon les chiffres de l’Insee, en 2021, le revenu médian des habitants de Chevry s’élève à 40150€.

## Culture et patrimoine

### Lieux et monuments
- Le château de Chevry est une propriété privée qui a longtemps appartenu à la famille Girod de l'Ain. Ce château a été construit en 1879 par le baron Édouard Girod de l'Ain. Le domaine s'étend sur plus de dix hectares, et possède un parc face au mont Blanc. De nombreuses essences d'arbres sont présentes, telles que chênes plusieurs fois centenaires, pins noirs, séquoia, hêtre pourpre.
- L'origine de l'église Saint-Maurice remonte au XIIe siècle. Sa charpente et son clocher ayant été ravagés par un incendie en mai 2012[31], elle a été restaurée à l'identique et rendue à ses fidèles en avril 2015.
- Le monument aux morts.
- L'ancienne gare ferroviaire.

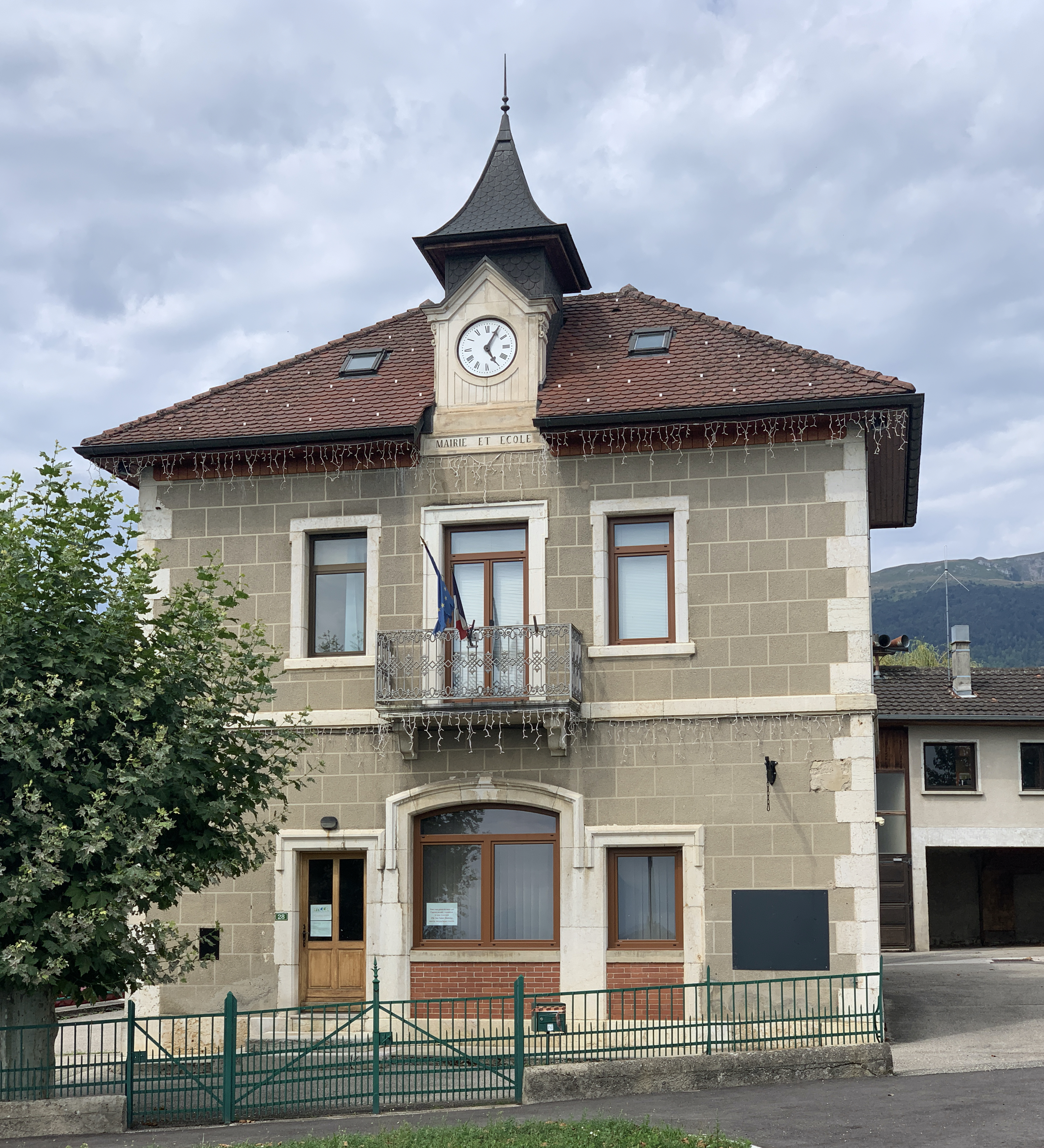
L'ancienne mairie.
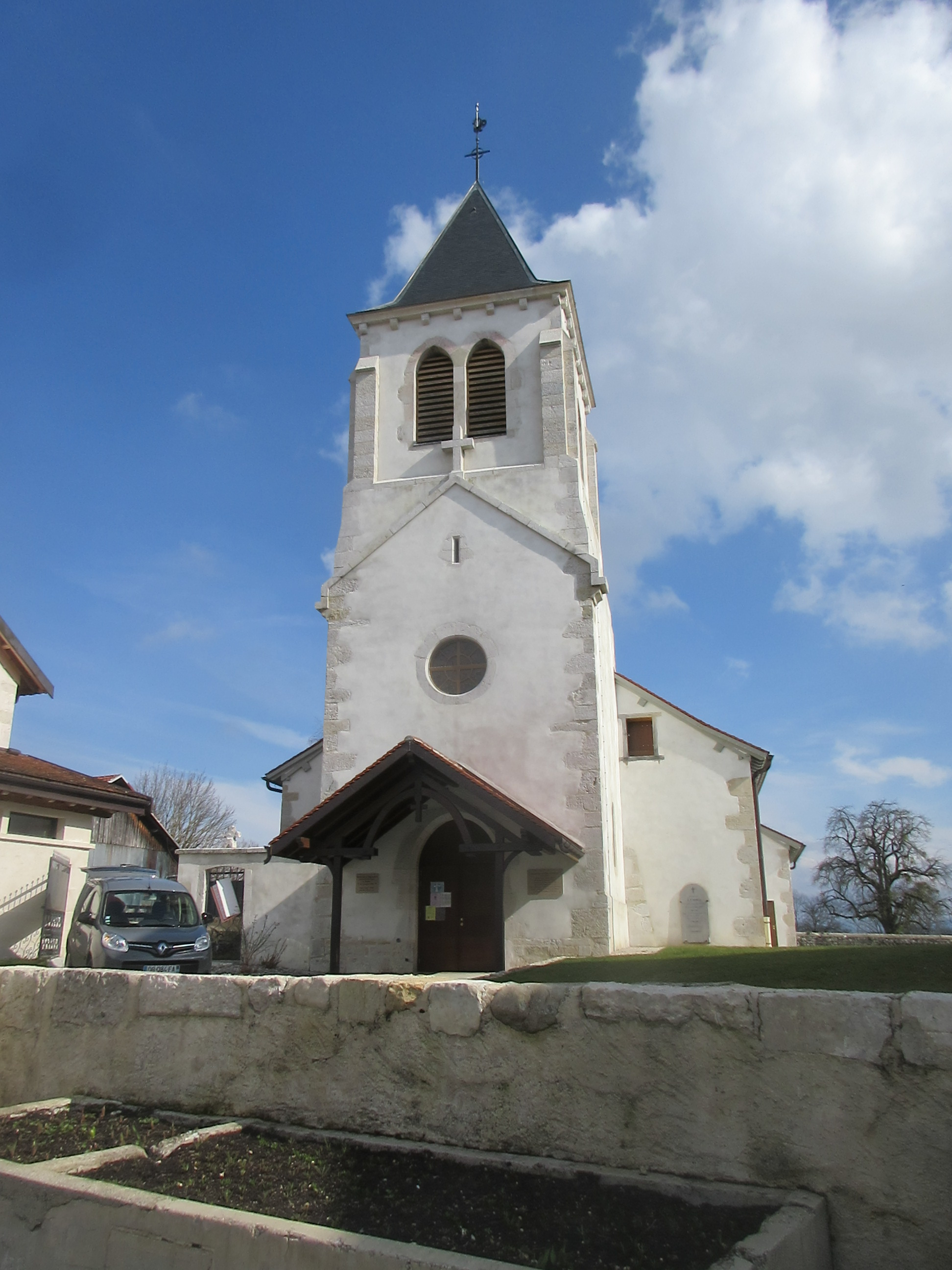
L'église Saint-Maurice.
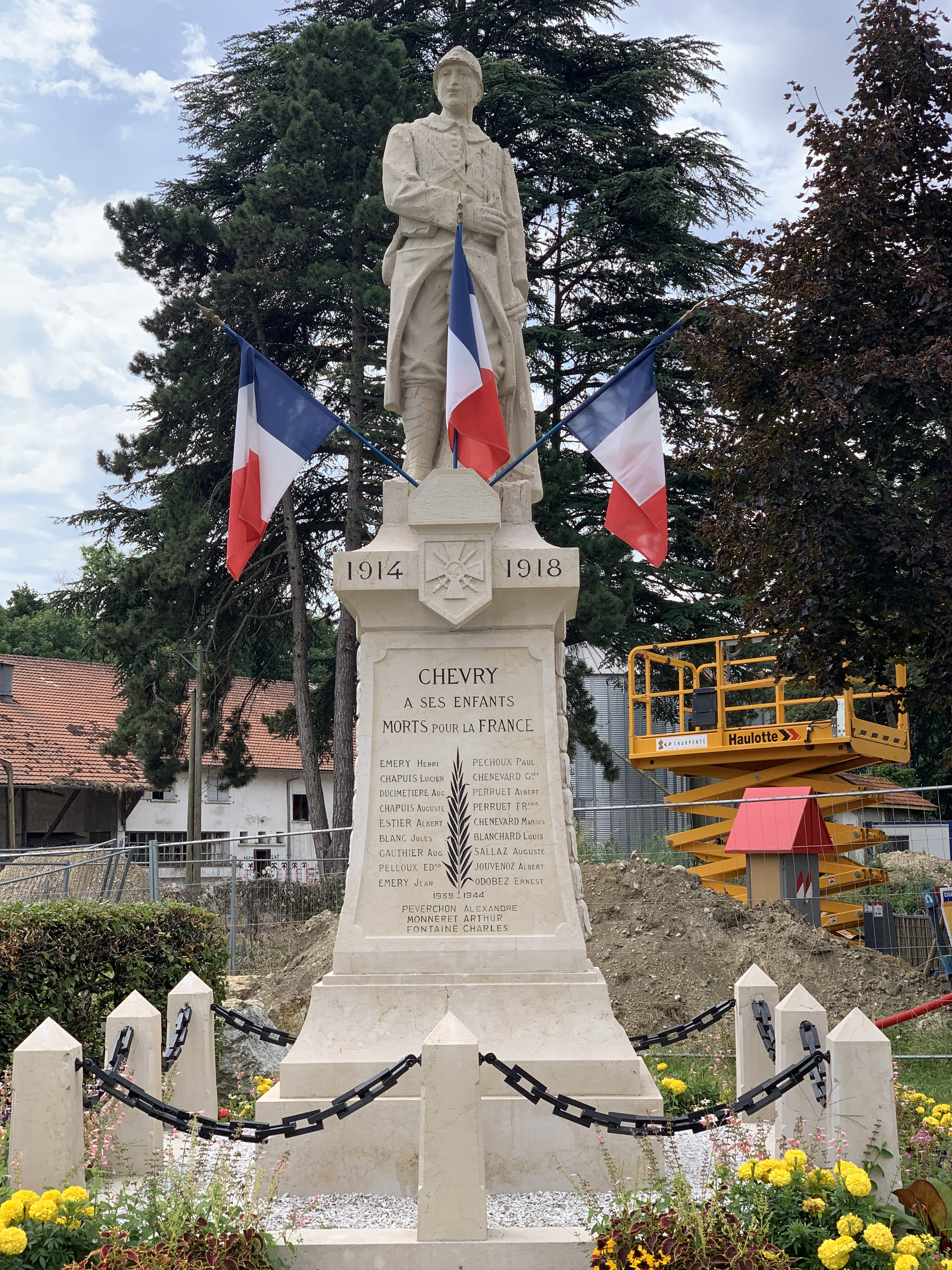
Le monument aux morts.
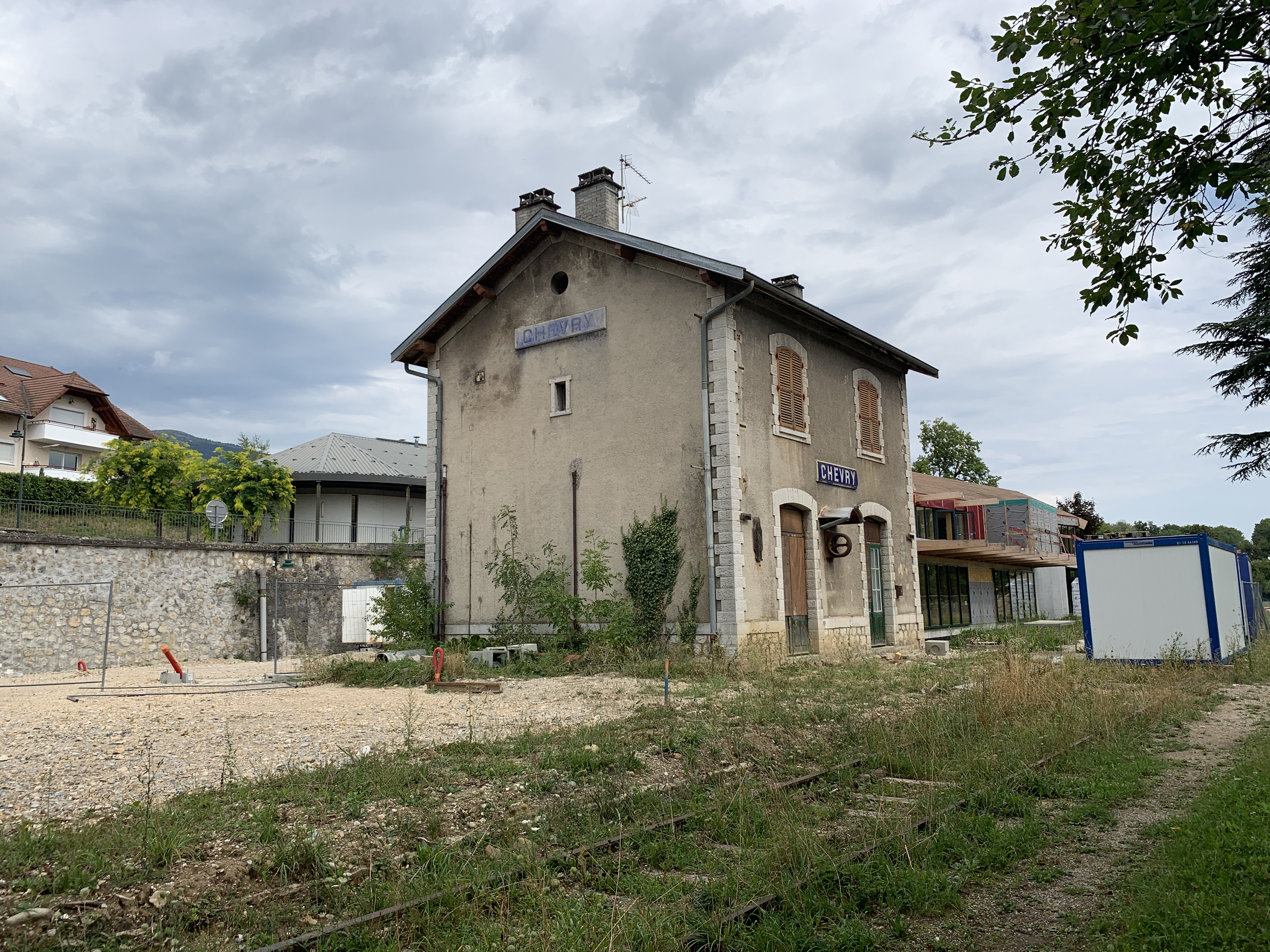
L'ancienne gare.
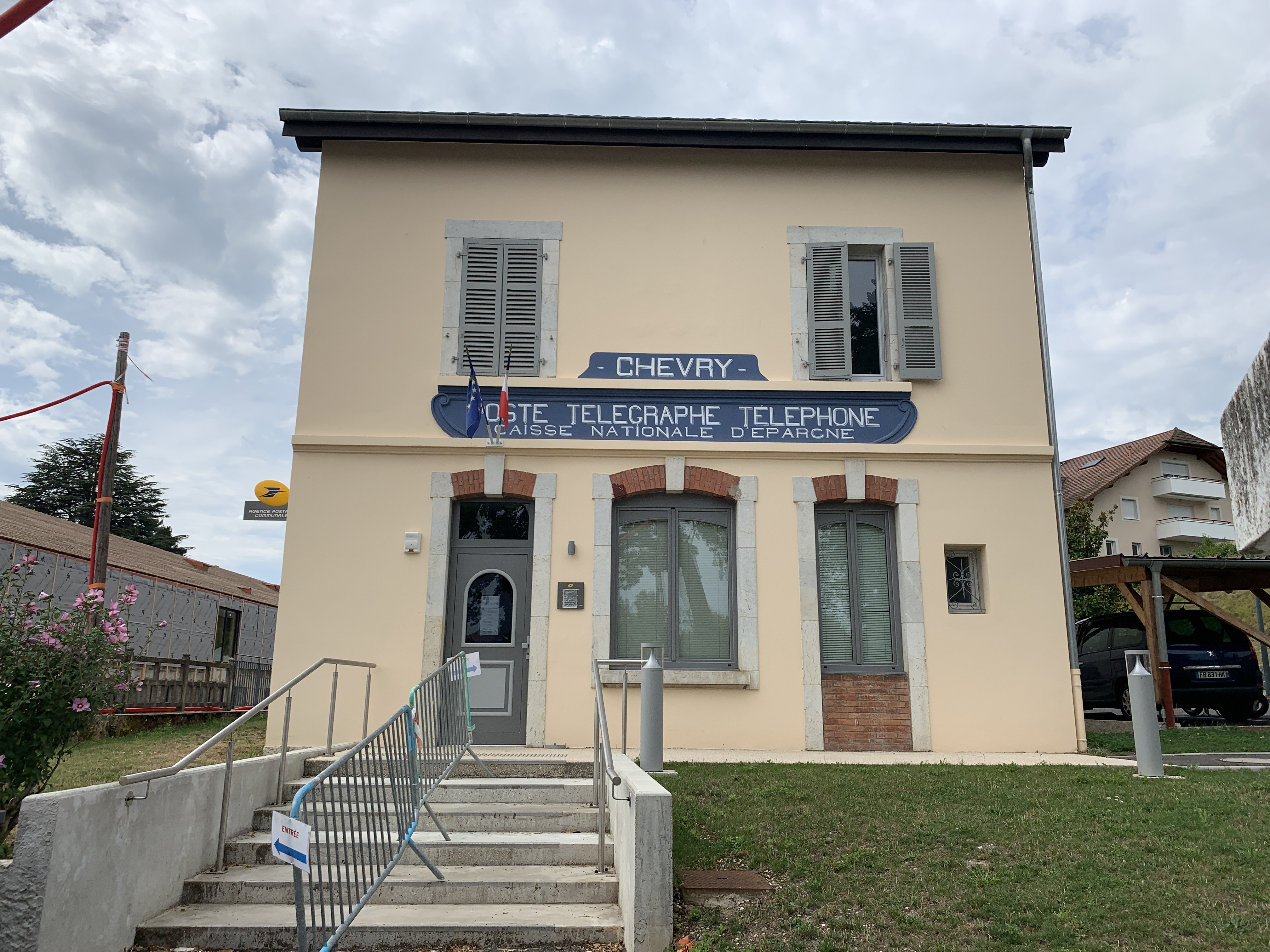
Agence Postale Communale de Chevry

### Personnalités liées à la commune
- Jean d'Arenthon d'Alex a été curé de la paroisse dans les années 1640.
- Jean-Pierre Girod de Chevry, député du tiers état aux états généraux de 1789, est né à Chevry en 1736.
- Émile Goy, médecin et homme politique, est né à Chevry en 1853.

### Héraldique
| Blason de Chevry (Ain) | Blason  | D'azur aux trois pals alésés d'argent, celui du milieu incliné en bande.                                            |
| Blason de Chevry (Ain) | Détails | Armes de la famille d'Aubonne de Lussery. Armoiries conçues par M. A. Malgouverné, adoptées par la commune en 1981. |